# (6836) Paranal
(6836) Paranal (1994 PW5) – planetoida z pasa głównego asteroid okrążająca Słońce w ciągu 4,88 lat w średniej odległości 2,88 j.a. Odkryta 10 sierpnia 1994 roku.